# Made in Germany

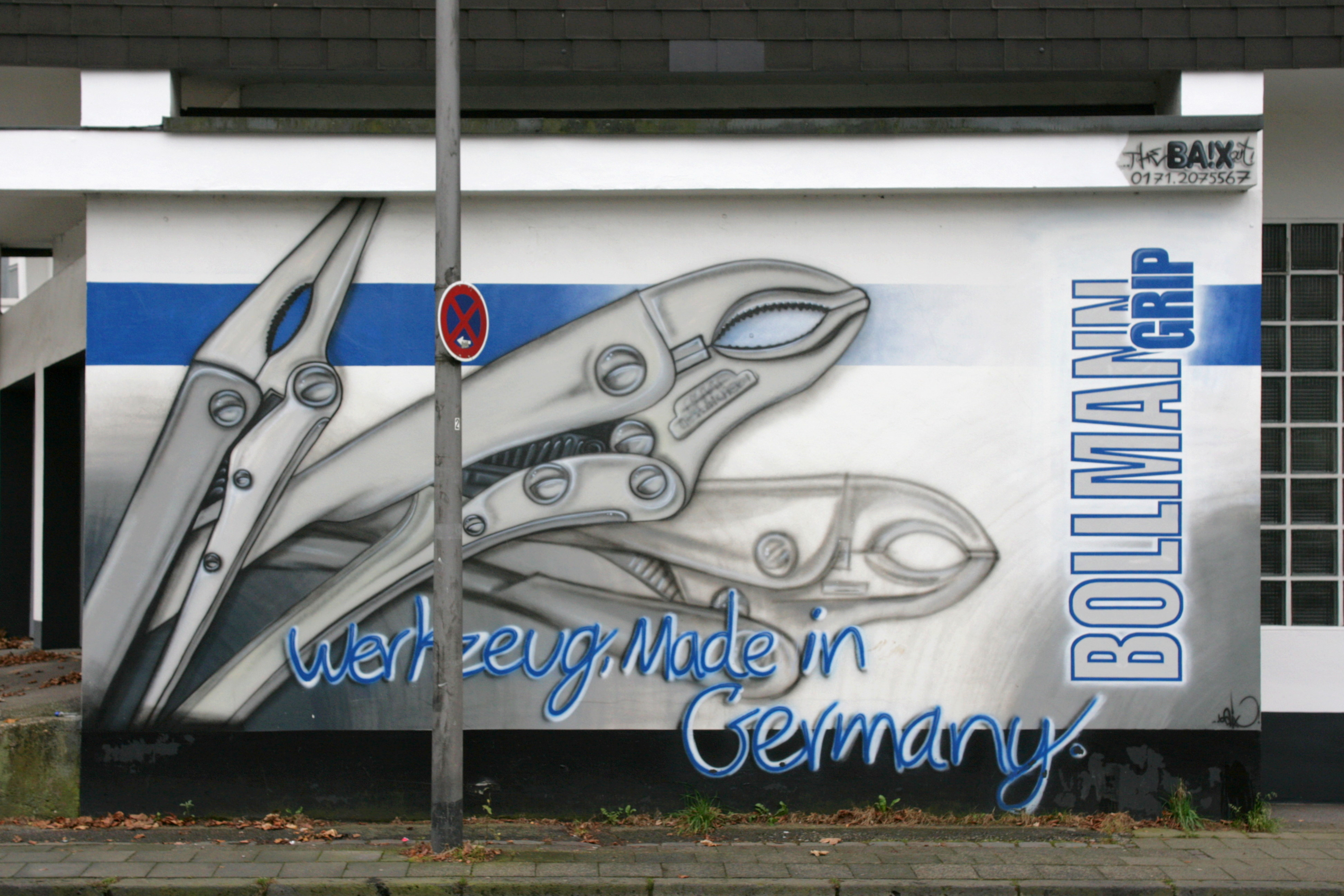
Publicité d’un quincailler de Remscheid.

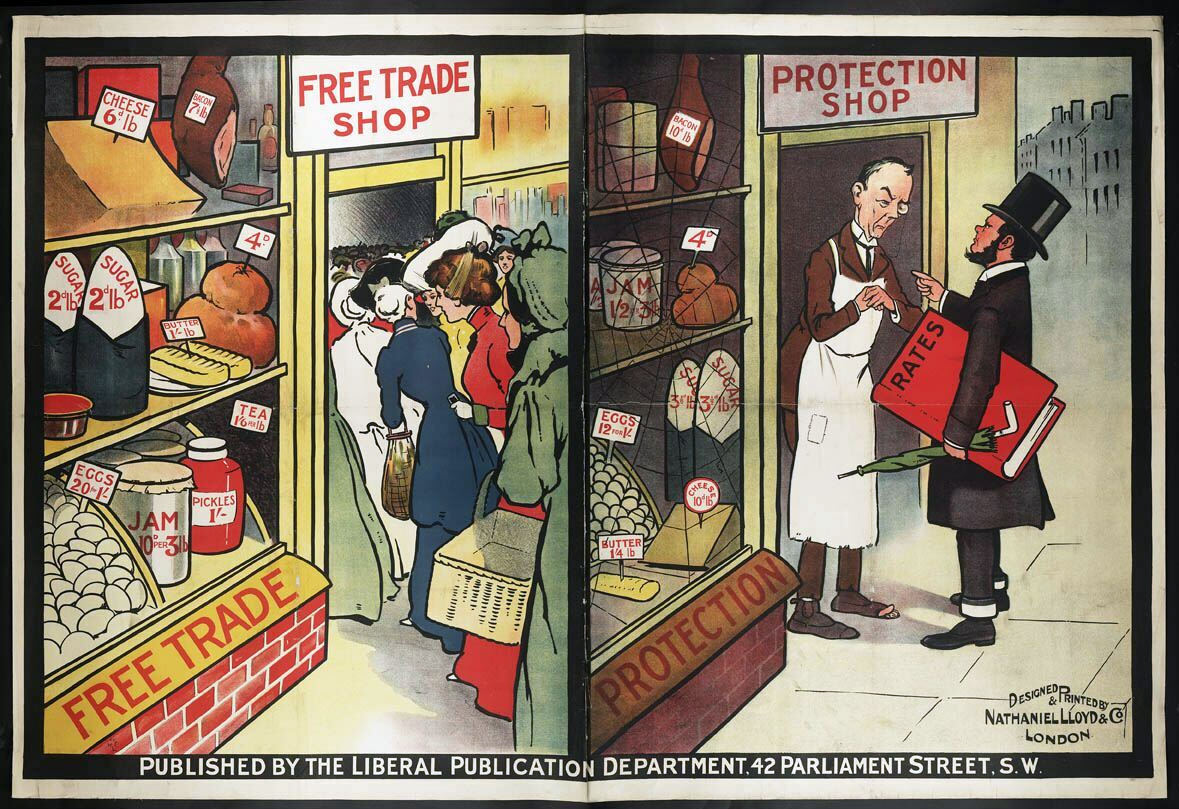
Imposé à la suite d'une loi britannique (ci-dessus caricature libérale de 1905), l'étiquetage Made in Germany s'imposa au fil des années comme un label de qualité.

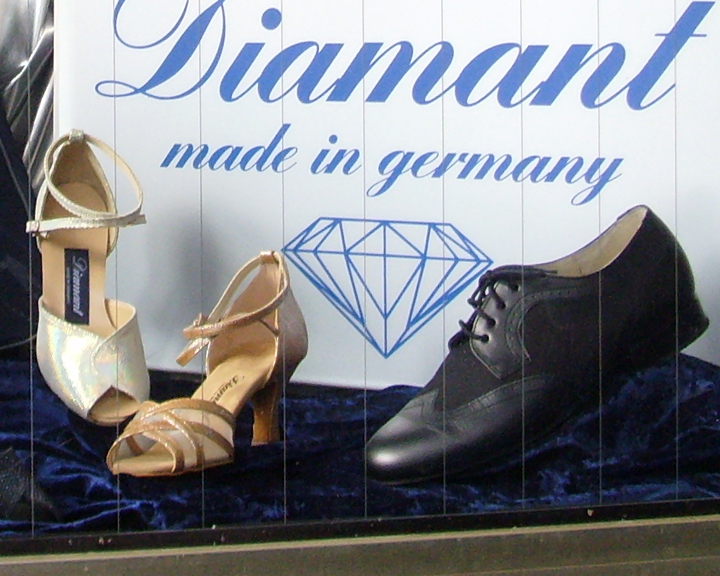
Publicité pour des chaussures.

Made in Germany est un label (informel à l'origine) appliqué dans les années 1890 par les autorités britanniques sur les articles importés d'Allemagne pour inciter les consommateurs à « acheter anglais ». Il s'est pérennisé et même étendu à tous les pays par la suite, et perdure aujourd'hui. Le droit allemand moderne tend toutefois à en restreindre la portée.

## Histoire
Cette étiquette a été apposée sur les biens d'importation à partir de 1887 au Royaume-Uni à la suite d'une loi protectionniste, le Merchandise Marks Act 1887 : sous couvert d'information du consommateur, il s'agissait d'inciter les ménages à soutenir l'industrie nationale par un comportement civique, en préférant l'achat de produits du Commonwealth. Les autorités britanniques remarquaient en effet depuis une décennie la pénétration croissante des biens d'importation allemands sur le marché intérieur britannique, et la pression exercée sur les producteurs du Commonwealth, particulièrement dans le domaine des biens manufacturés.
Pourtant, en 1894, une commission du Reichstag rapportait qu'après un fléchissement initial, ce label, loin de nuire aux industriels allemands, avait tourné à leur avantage, tant la qualité des produits allemands était appréciée des consommateurs britanniques eux-mêmes. Ces conclusions encouragèrent les exportateurs à appliquer d'eux-mêmes la mention sur leurs produits, et même les mesures d'ostracisme adoptées au cours de la Première Guerre mondiale (l'étiquetage était obligatoire pour permettre l'application du boycott des exportations de la Triplice) n'entamèrent pas la réputation des produits made in Germany.
L'expression elle-même (Made in Germany) est devenue proverbiale, synonyme de solidité, de qualité voire de perfection,,.

## Statut légal
Made in Germany n'est pas une appellation d'origine contrôlée (AOC) ; cependant, le statut de ce label a fait l'objet de plusieurs décisions de justice en Allemagne. Ainsi en 1974, la Cour fédérale (Bundesgerichtshof) admit que l'appellation Made in Germany créait effectivement une confusion entre les deux Allemagnes, encourageant par là les nouvelles appellations Made in West Germany aussi Made in the GDR.
En 1995, la cour de grande instance de Stuttgart (Oberlandesgericht) a estimé que Made in Germany est un label qui contrevient à la loi allemande sur le commerce équitable[réf. nécessaire] lorsqu'un bien manufacturé, soit n'a pas été produit à partir d'une fraction minimum de matière première extraite en Allemagne, soit n'est pas élaboré par une main d'œuvre essentiellement allemande.

## Anecdote
Le groupe allemand Rammstein a repris ce label de façon humoristique pour une nouvelle tournée européenne intitulée Made in Germany - 1995-2011.